# Cinclodes fuscus
Cinclodes fuscus là một loài chim trong họ Furnariidae.

## Hình ảnh

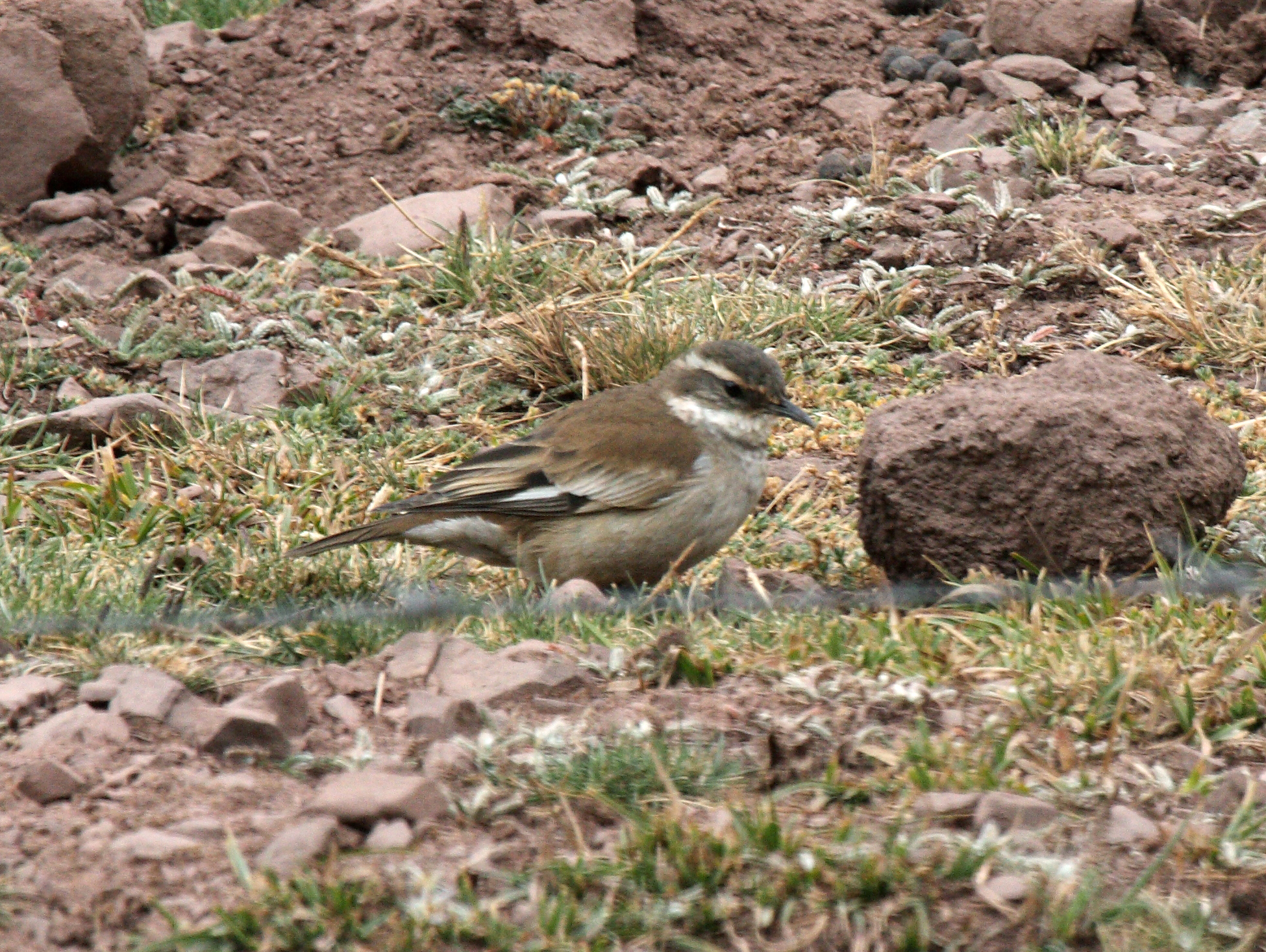
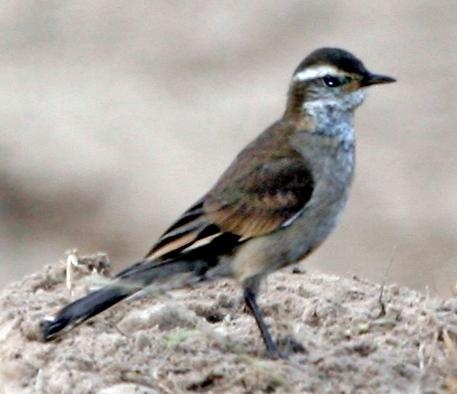
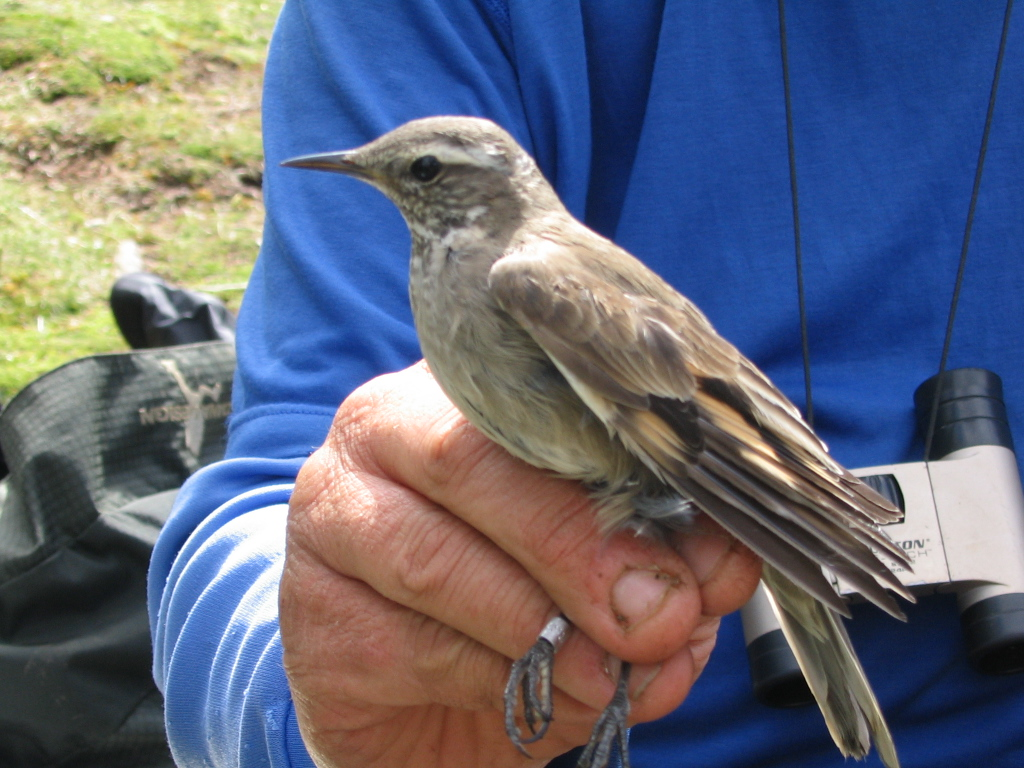